# Guercœur

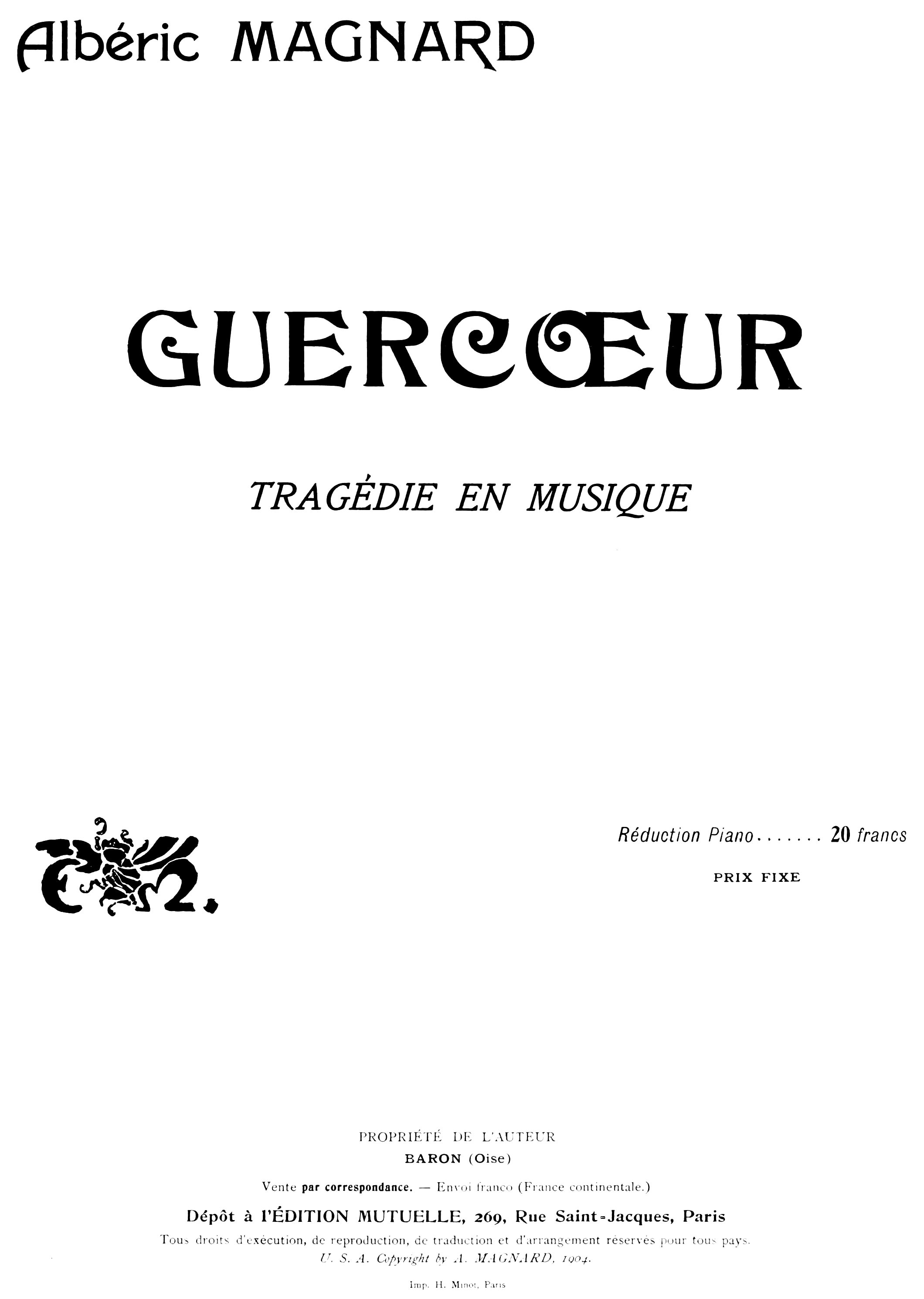
Guercœur, titelpagina van het pianouittreksel, 1904

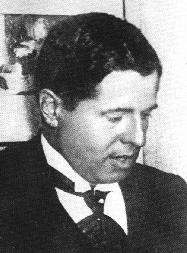
Albéric Magnard (1865-1914), componist en librettist

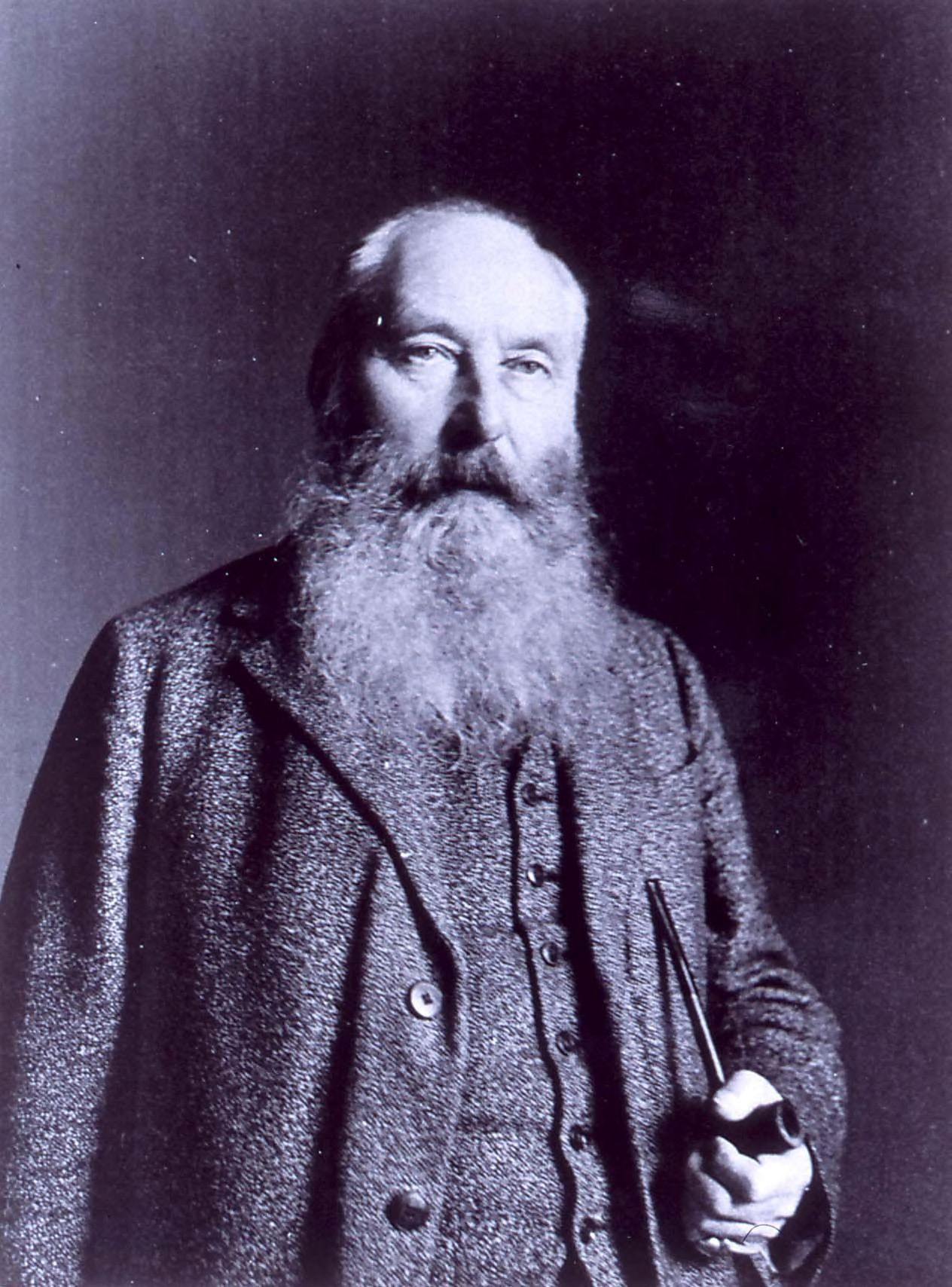
Joseph Guy Ropartz reconstrueerde de orkestratie van Guercœur

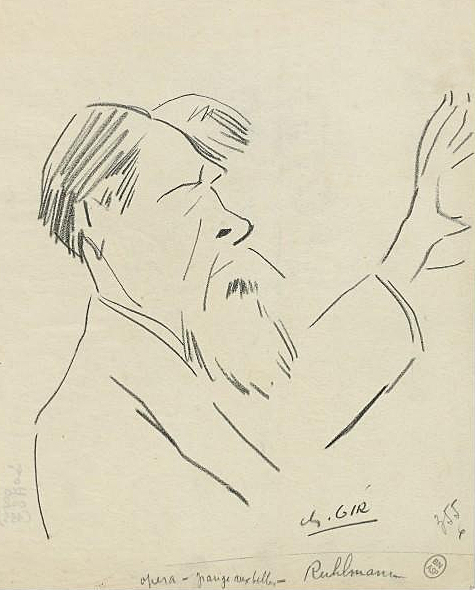
François Ruhlmann dirigeerde in 1931 de première van de complete enscenering

Guercœur (tragédie en musique) is een opera in drie bedrijven door de Franse componist Albéric Magnard (1865-1914) op eigen libretto.

## Geschiedenis
De opera, Magnards tweede, gecomponeerd in de jaren 1897-1901, is tijdens zijn leven niet opgevoerd. Wel ging de derde acte op 23 februari 1908 concertant in première in de Salle Poirel in Nancy onder leiding van Joseph Guy Ropartz. De tweede acte volgde op 18 december 1910, eveneens concertant, in het Théâtre du Châtelet in Parijs onder leiding van Gabriel Pierné. Hierbij leidde Pierre Monteux het koor.
De componist stierf in 1914 toen hij zijn huis probeerde te verdedigen tegen de invallende Duitsers aan het begin van de Eerste Wereldoorlog. Toen de Duitsers het huis in brand staken werd de partituur van Guercœur deels vernietigd. Magnards vriend Ropartz, die in 1908 de derde acte had gedirigeerd in Nancy, reconstrueerde aan de hand van het wel aanwezige piano-uittreksel uit zijn geheugen de partituur, zodat de opera opgevoerd kon worden. Het complete werk werd pas op 24 april 1931, zeventien jaar na Magnards dood, geënsceneerd door de Opéra de Paris in de Opéra Garnier. 
Een repertoirestuk is Guercœur nooit geworden. Deze allegorische opera is en wordt zeer zelden opgevoerd. Wel bestaat een sterk gecoupeerde opname uit 1951 onder leiding van Tony Aubin, die in 1985 op cd werd uitgebracht. In 1986 maakte Michel Plasson een opname van de complete opera voor het platenlabel EMI. Hoewel de muziek, die invloed toont van Richard Wagner en César Franck, hoog wordt aangeslagen, ontbreekt het deze statische opera volgens critici aan dramatiek waar een regisseur wat aan heeft. Er is geen karakterontwikkeling en er zijn geen personages van vlees en bloed (al is er onrust en drama in Guercœurs geest), wat gezien het symbolische gegeven en de mix van aardse, hemelse en allegorische personages in deze ideeënopera ook moeilijk kan. Magnards derde opera Bérénice, eveneens vrijwel nooit op de planken gebracht, zou volgens sommigen meer kans maken op een succesvolle enscenering. Toch kwam het in de 21e eeuw tot hoog gewaardeerde operaproducties van Guercœur in het Theater am Domhof in Osnabrück (2019), bij de Opéra National du Rhin in Straatsburg en Mulhouse (2024) en bij de Oper Frankfurt (2025).

## Rollen bij de première in 1931
| Rol       | Stemtype | Premièrecast Dirigent: François Ruhlmann |
| --------- | -------- | ---------------------------------------- |
| Guercœur  | bariton  | Arthur Endrèze                           |
| Heurtal   | tenor    | Victor Forti                             |
| Giselle   | sopraan  | Marisa Ferrer                            |
| La Vérité | sopraan  | Yvonne Gall                              |

## Inhoud
Guercœur is een allegorische opera die Magnards idealistische hoop illustreert dat "de waarheid" uiteindelijk zal zegevieren over despotische heersers en de blinde volgzaamheid van het volk. Guercœur, de wijze heerser van een fictieve middeleeuwse stadstaat, is in de strijd gevallen terwijl hij zijn volk probeerde te verdedigen. In de hemel heeft hij geen rust, hij smeekt terug te mogen keren naar de aarde om zijn stad te redden. Zijn wens wordt ingewilligd, maar hij ontdekt dat zijn beste vriend Heurtal de minnaar van zijn weduwe Giselle is geworden en van plan is als despoot te gaan heersen nadat hij met haar getrouwd is. Geschokt probeert Guercœur de mensen ervan te overtuigen de corruptie neer te slaan, maar ze worden steeds bozer op hem, en uiteindelijk wordt hij vermoord. Gedesillusioneerd door de mensheid keert hij terug naar de hemel, waar La Vérité (de godin van de waarheid) hem verwelkomt. Zij verzekert hem dat er, ondanks de menselijke zwakheden, een grote toekomst voor de mensheid is weggelegd.

## Opnamen
- 1951 (op Bourg CD uit 1985) – Bernard Demigny, Marcelle Bunlet, Marisa Ferrer Fernand Faniard e.a., ingekorte studio-opname o.l.v. Tony Aubin.
- 1986 EMI - José van Dam, Hildegard Behrens, Gary Lakes, Nadine Denize e.a., Orchestre du Capitole de Toulouse o.l.v. Michel Plasson.[1]